# Acrolophus tenuis
Acrolophus tenuis är en fjärilsart som beskrevs av Walsingham 1887. Acrolophus tenuis ingår i släktet Acrolophus och familjen Acrolophidae. Inga underarter finns listade i Catalogue of Life.